# Звягловка
Звя́гловка — деревня в Грязовецком районе Вологодской области России.
Входит в состав Перцевского муниципального образования, с точки зрения административно-территориального деления — в Перцевский сельсовет.
Расстояние по автодороге до районного центра Грязовца — 15 км, до центра муниципального образования Слободы — 5 км.
В «Родословии Вологодской деревни» указано, что в 1628 году деревня Звягловка являлась светской вотчиной в Комельской волости Вологодского уезда.

## Население
По переписи 2002 года население — 2 человека.
| 2010 |
| ---- |
| 0    |

## Известные уроженцы
В Звягловке родился Анатолий Иосифович Шевелёв (1918—1992), кавалер ордена Славы трёх степеней.